# Lygodium boivini
Lygodium boivini là một loài dương xỉ trong họ Lygodiaceae. Loài này được Kuhn mô tả khoa học đầu tiên năm 1868.